# Viola (plante)
Violette, pensée
Pour les articles homonymes, voir Violette (homonymie) et Viola.
 (mars 2009).
Si vous disposez d'ouvrages ou d'articles de référence ou si vous connaissez des sites web de qualité traitant du thème abordé ici, merci de compléter l'article en donnant les références utiles à sa vérifiabilité et en les liant à la section « Notes et références ».
Genre
Classification phylogénétique
Viola est un genre de plantes à fleurs de la famille des Violaceae. Selon le positionnement des pétales, les espèces sont appelées « Violettes » ou « Pensées ». Les violettes sont parfois appelées « Herbes de la Trinité ». Ces plantes ont un usage principalement ornemental. Des variétés odorantes servent en parfumerie et en confiserie.

## Étymologie
« Violette » est le diminutif francisé du genre Viola, qui désignait en latin différentes plantes dont les Violettes, même si ces dernières ne sont pas toutes de cette couleur, certaines étant roses, bleu indigo foncé ou même blanches, et il existe même une variété très rare de couleur rouge sang.

## Description du genre
Le genre Viola est représenté par des plantes herbacées vivaces à fleurs zygomorphes à cinq pétales. Certaines espèces produisent des fleurs cléistogames (V. odorata, V. hirta). Dans ce cas, les fleurs chasmogames correspondent à la première floraison fertile (pollinisation) et les cléistogames stériles (en raison du phénomène de protandrie) mais tous les cas intermédiaires peuvent se produire, donnant lieu à de nombreux croisements et hybridations.
Les graines de certaines espèces sont caractérisées par un élaiosome qui leur permet d'être disséminées par les fourmis (myrmécochorie).

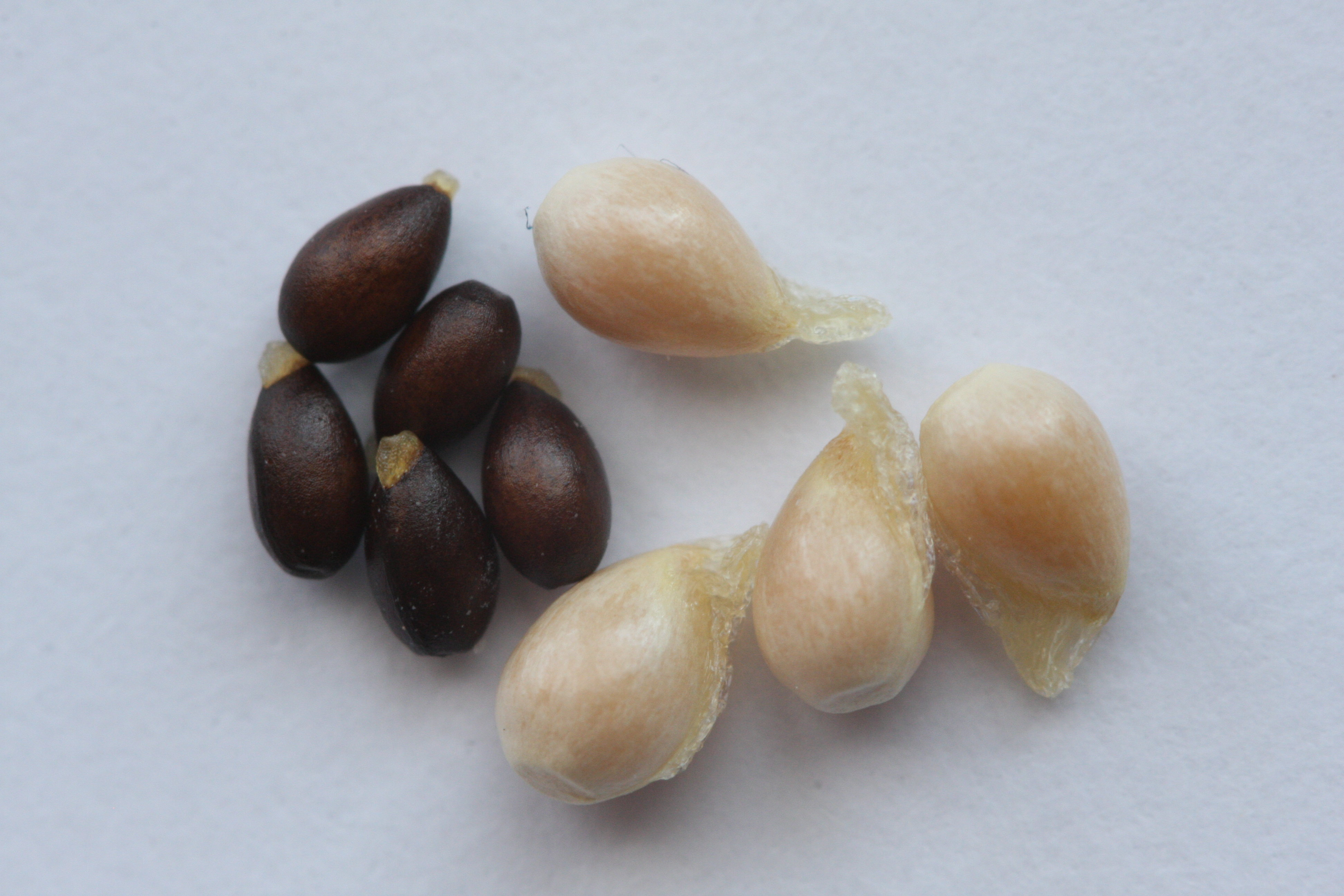
Graines de Viola lactea (sombres) et Viola odorata, avec élaïosome.
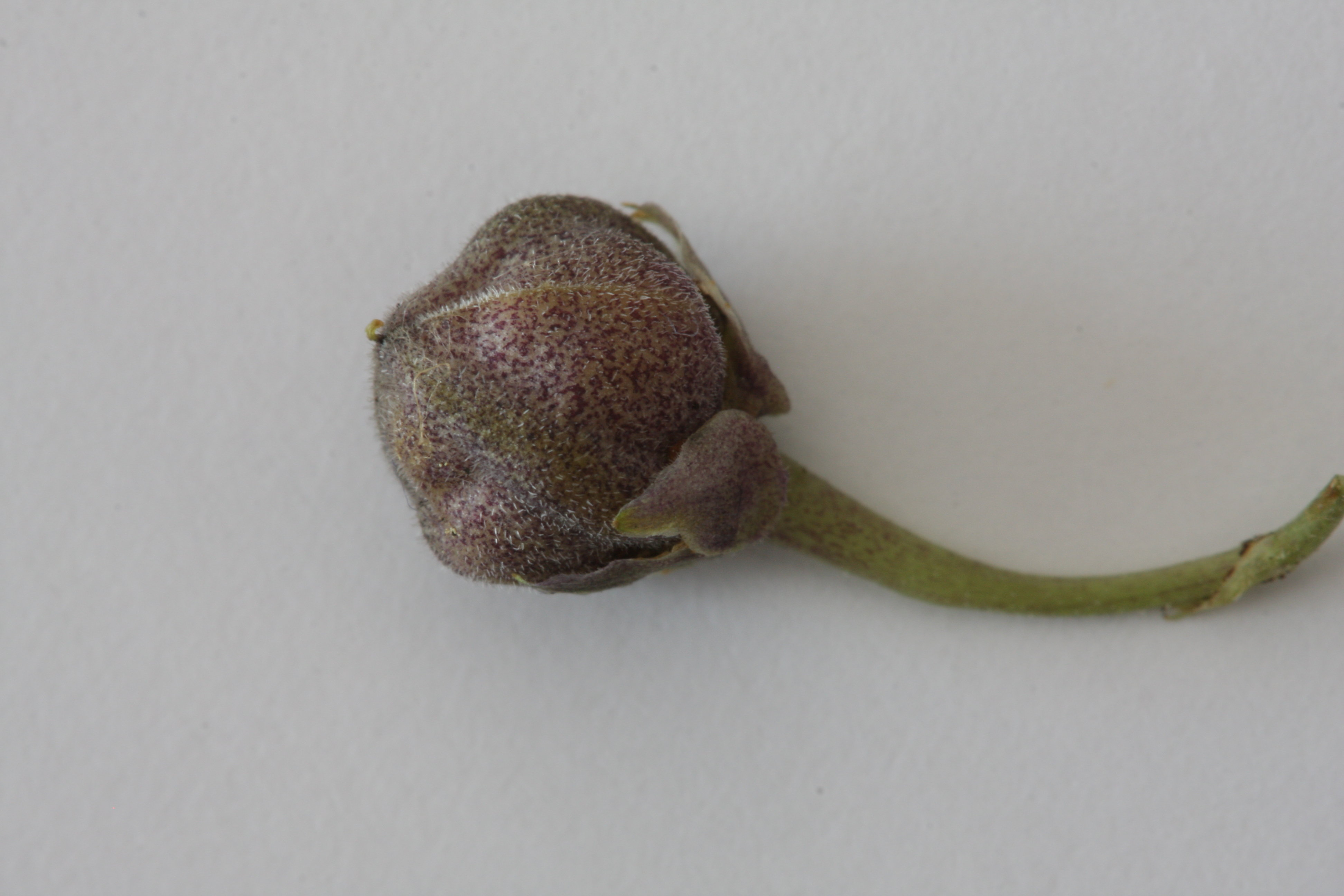
Capsule de fleur cléistogame de Viola odorata.
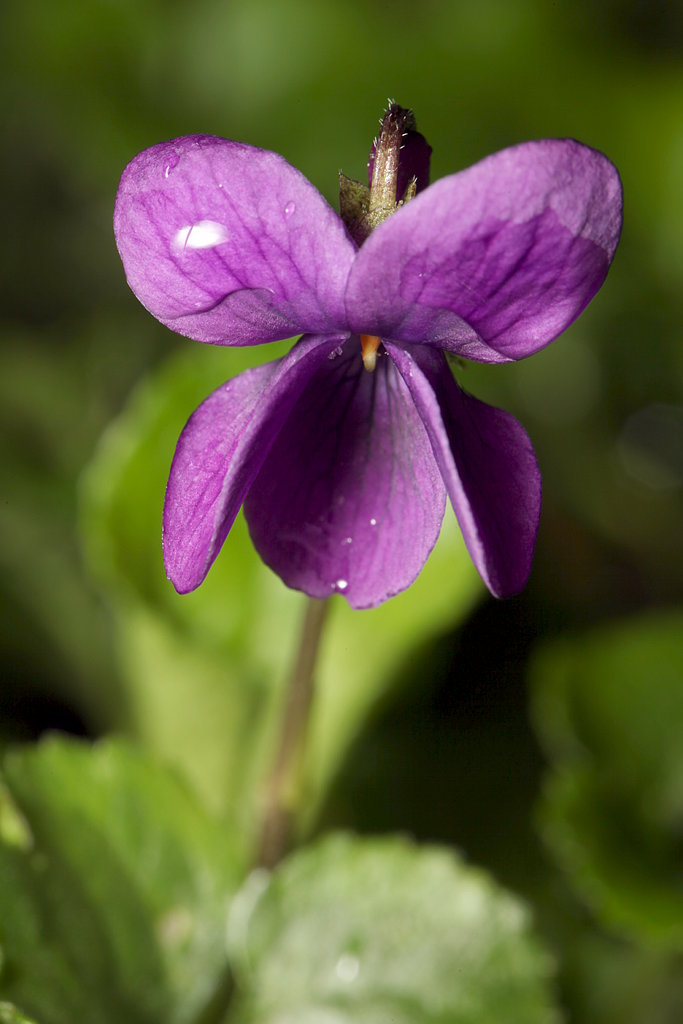
Fleur chasmogame de Viola odorata.

Voir la liste des espèces européennes et la liste complète des espèces et sous-espèces plus bas, dans cet article.

### Différentes sections

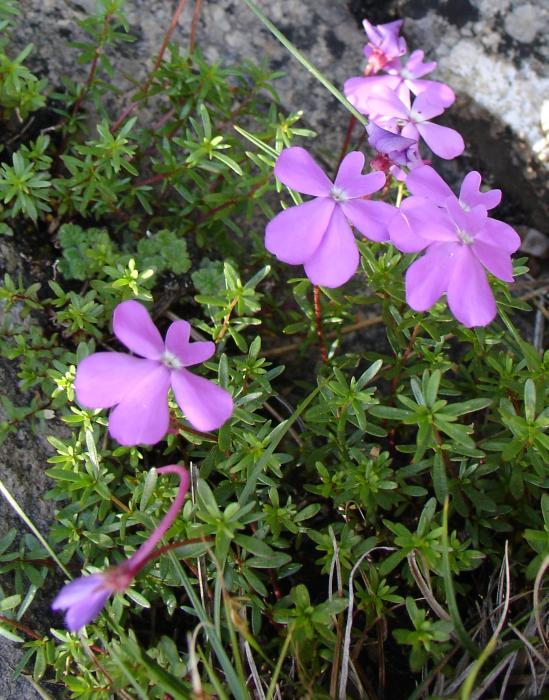
Viola cazorlensis, section Delphiniopsis.

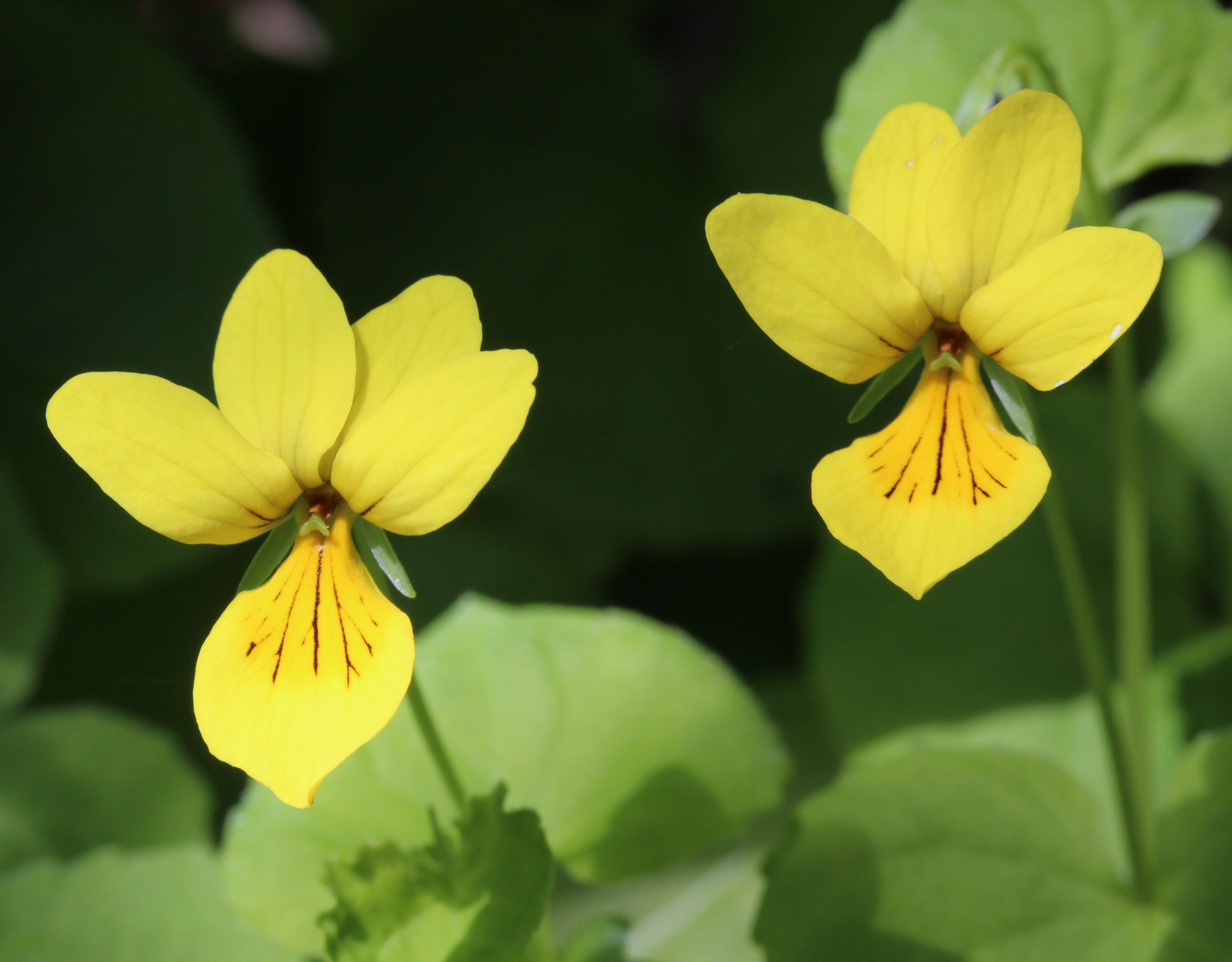
Viola biflora, section Dischidium.

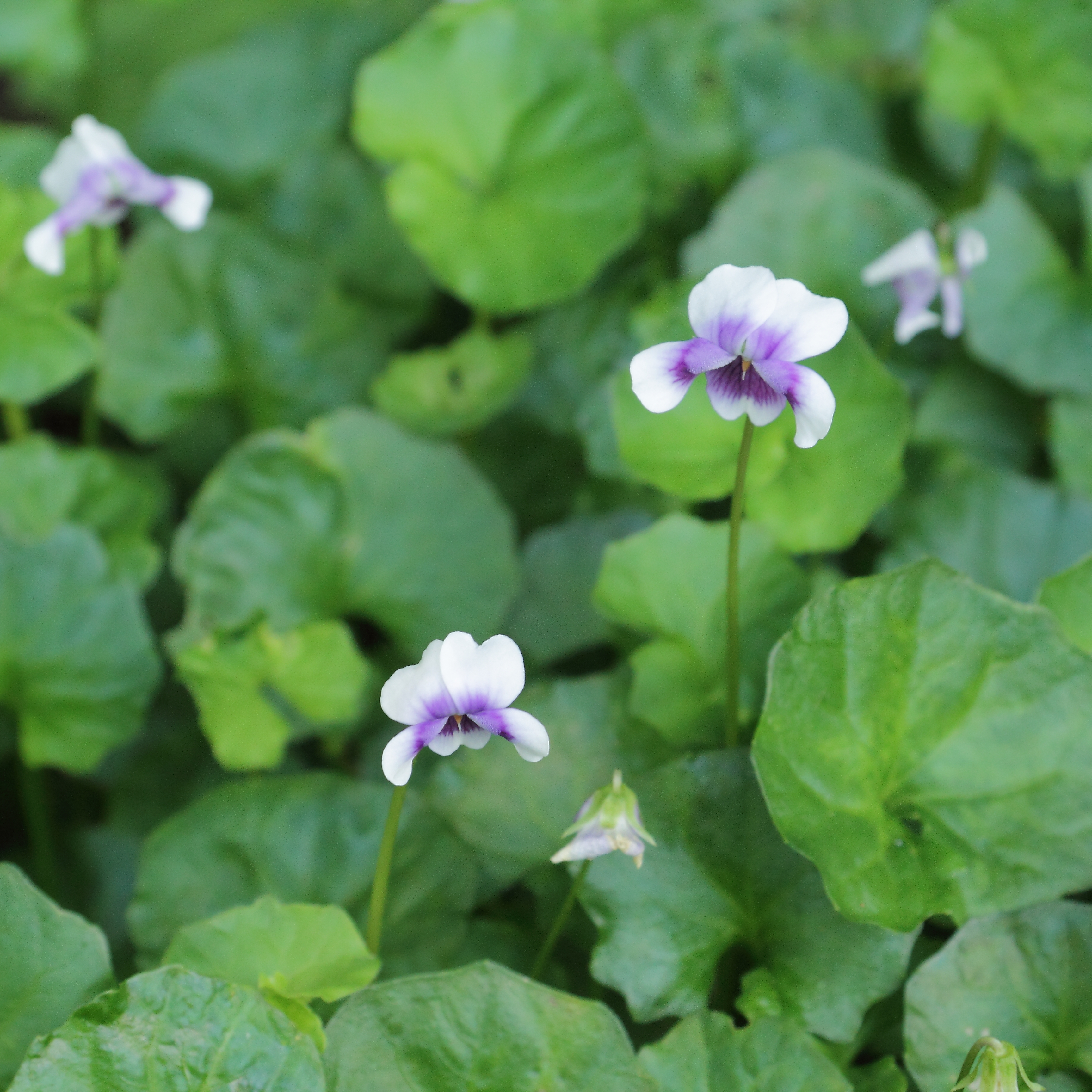
Viola hederacea, section Erpetion.

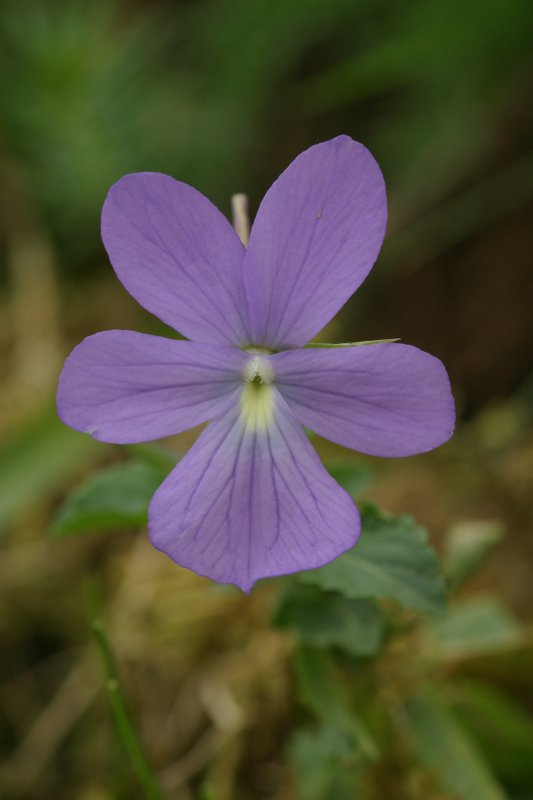
Viola cornuta, section Melanium.

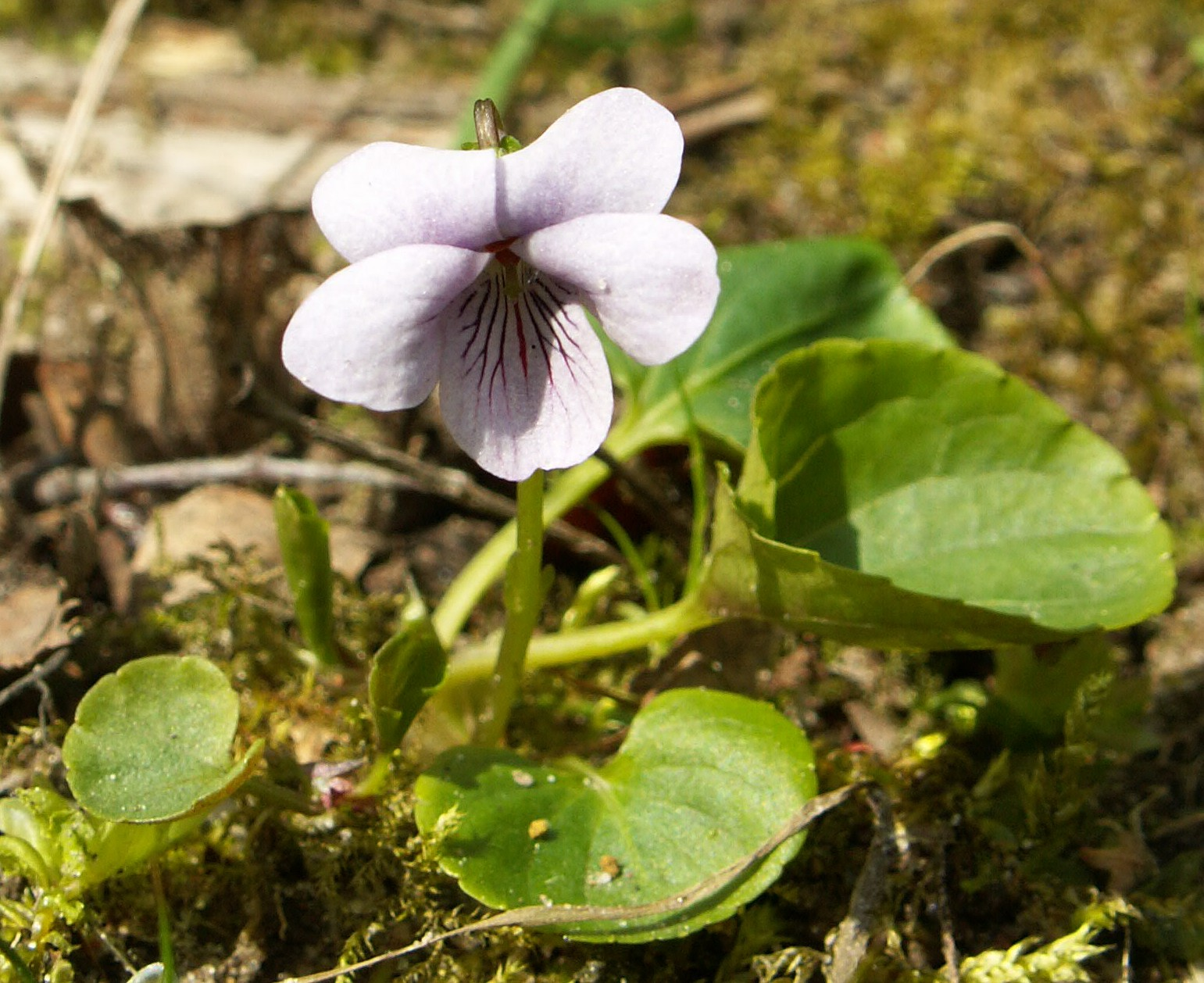
Viola palustris, section Viola.

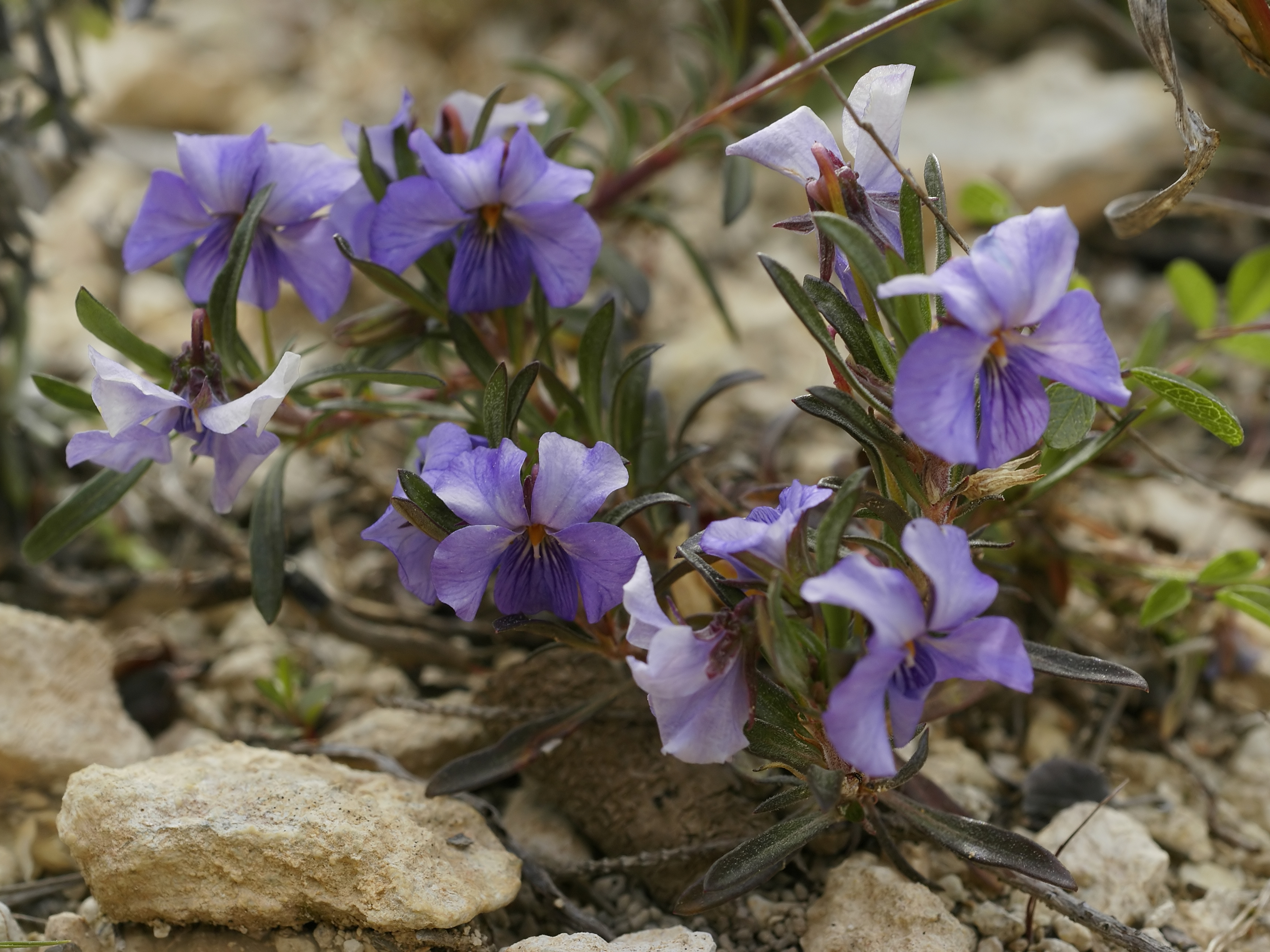
Viola arborescens, section Xylinosium.

Le genre Viola est découpé en sections :
- Section Andinium Becker
- Section Chamaemelanium Ging.
- Section Delphiniopsis Becker
- Section Dischidium Ging.
- Section Erpetion Becker
- Section Melanium Ging.
- Section Viola, (Nomimium Ging.)
- Section Xylinosium Becker

On nomme l'espèce, Violette ou Pensée, en fonction de la disposition des pétales (la « violette fait la tête », la « pensée sourit », selon la position des deux pétales latéraux tournés respectivement vers le bas et vers le haut), :
- les Violettes : deux pétales vers le haut et trois vers le bas, cœur blanc de la corolle. Elles sont représentées en Europe, principalement par la section Viola (anciennement Nomimium) ;
- les Pensées : quatre pétales vers le haut (les deux pétales latéraux étant rapprochés des deux supérieurs) et un vers le bas. Le cœur de la corolle est jaune. Elles sont représentées en Europe, principalement par la section Melanium.

### Variétés cultivées
Les Pensées ont donné des variétés horticoles à grandes fleurs. Les espèces sont nombreuses, 500 espèces réparties dans le monde, et forment de nombreux hybrides qui rendent la détermination parfois délicate. De nombreuses variétés sont faciles à cultiver.
- L'hybride Viola ×wittrockiana est la variété prédominante de pensée cultivée.
- Une sous-espèce de la pensée sauvage, Viola tricolor hortensis, est également présente.
- Des cultivars nommés Viola 'Cornuta' ne doivent pas être confondus avec l'espèce botanique Viola cornuta.

De nombreuses variétés ont été sélectionnées par l'homme, dont la Violette de Toulouse (emblème de la ville de Toulouse) qui fait partie de la famille des violettes de Parme, variété de violettes à fleurs doubles.

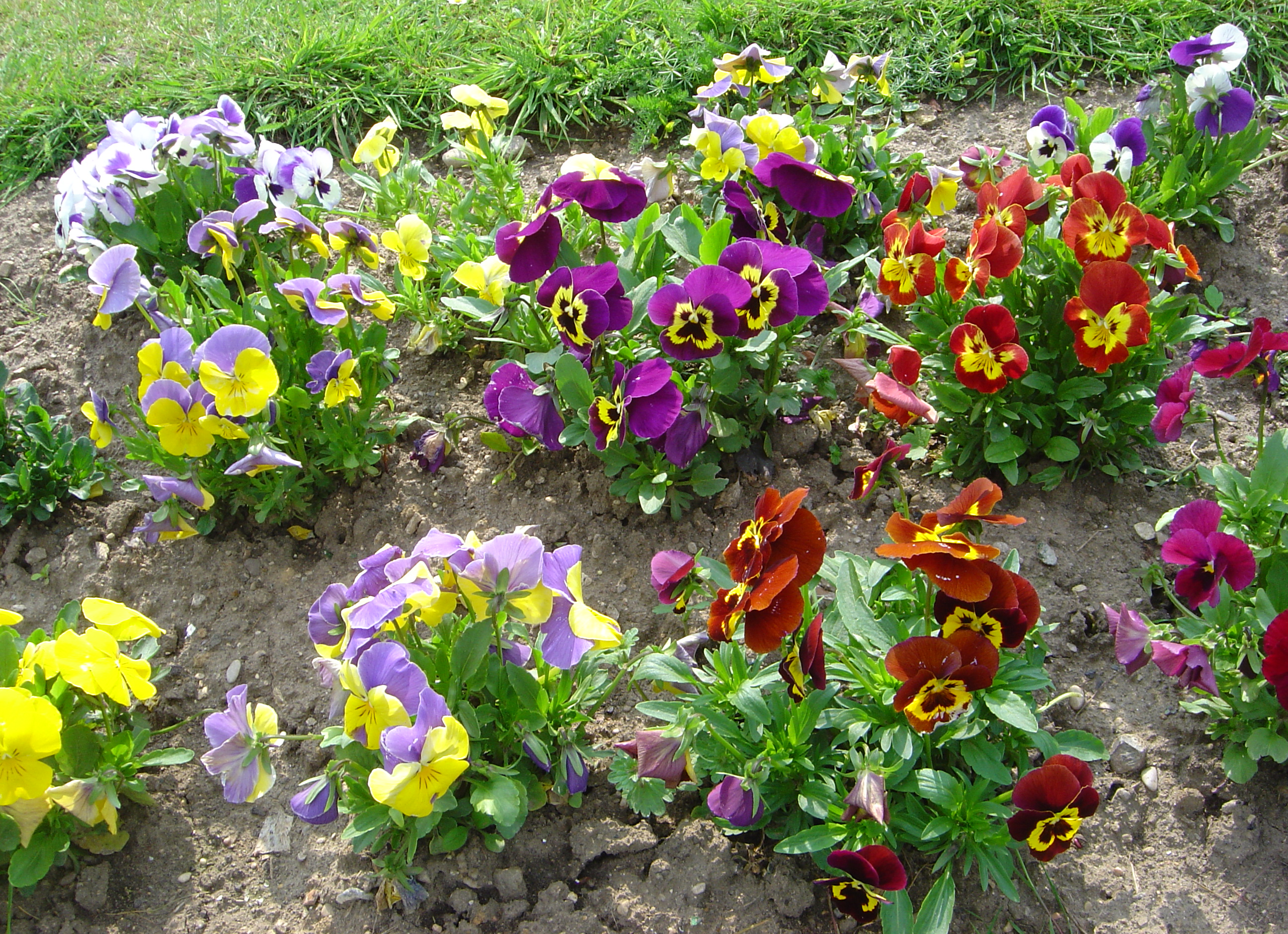
Parterre de multiples variétés de Pensées cultivées (Viola ×wittrockiana).
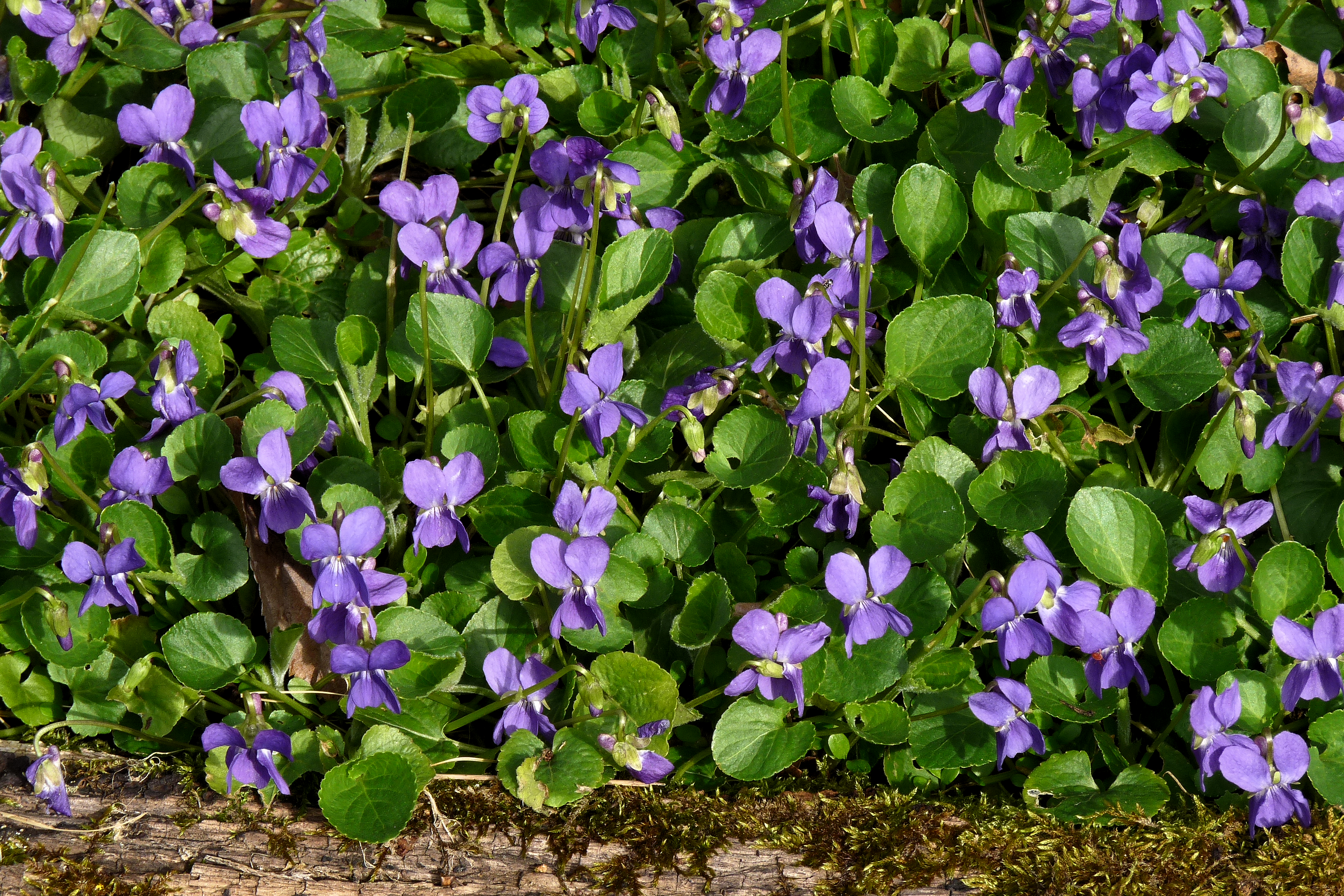
Planche de Violettes naturellement essaimées.
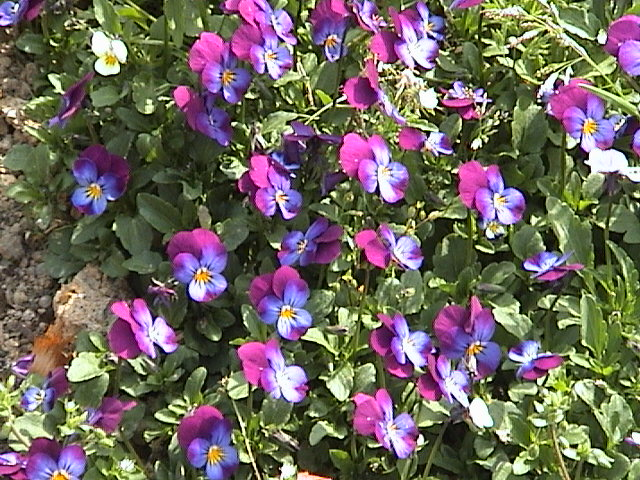
Viola 'Cornuta'.

## Culture
Violettes et Pensées ont besoin d'un sol neutre ou calcaire, assez humifère et bien drainé. Elles peuvent atteindre 15 cm de haut. Elles sont présentes sur l'intégralité des continents. Elles peuvent se reproduire de trois manières différentes :
- soit par pollinisation classique de leurs fleurs (fleurs dites chasmogames) ;
- soit en émettant un stolon qui créera un nouveau plant ;
- soit en produisant des capsules de graines par auto-pollinisation (fleurs dites cléistogames).

La Violette fleurit au printemps pour la plupart des espèces et en automne si les conditions climatiques s'y prêtent (alternance de nuits froides et de jours chauds ensoleillés).
Les variétés horticoles de pensées sont des hybrides Viola ×wittrockiana. Il existe également de nombreuses variétés horticoles (cultivars) de Viola odorata.

## Rôle écologique
Les Viola sont les plantes hôtes des chenilles de nombreux papillons et parmi eux de beaucoup d'espèces de la sous-famille des Heliconiinae, dont la Petite violette (Clossiana dia), le Cardinal (Argynnis pandora), le Chiffre (Fabriciana niobe), Speyeria alexandra, le Grand collier argenté, le Petit collier argenté, le Grand nacré, le Moyen nacré, le Petit nacré, le Nacré de la ronce et le Tabac d'Espagne.

## Utilisation
Les violettes parfumées (Viola odorata, Violette de Toulouse, ... ) sont utilisées :
- En confiserie, pour les bonbons à la violette élaborés à partir de fleurs fraîches cristallisées dans le sucre. Ils sont une spécialité de Toulouse et sont réalisées chez Candiflor depuis 1818[6] ainsi que de Liège (Violette de Liège, produite par Gicopa).
- En pâtisserie, pour la confection de sirops.
- En cuisine, les feuilles de violette ont une saveur légèrement végétale et peuvent être ajoutées aux salades de fruits, farces de volailles et pâtés de viandes. Les fleurs servent de décor aux pâtisseries, fraiches ou confites au sucre. les fleurs sèches ou fraîches sont utilisées en infusion, grog ou sirop[7].
- En parfumerie, pour le célèbre parfum de violettes ; c'est une fleur au parfum envoûtant et suave auquel certains ont prêté un pouvoir aphrodisiaque.
- Jadis, dans le domaine de la santé, pour soigner les maux de tête, l'insomnie et la mélancolie. Et utilisé pour guérir l'acné et les infections de la peau. Ses graines ou fleurs entraient dans la composition de remèdes de la pharmacopée maritime occidentale au XVIIIe siècle : catholicum simple ; diaprun solutif[8].

## Le genreVioladans la culture
Ces fleurs, et principalement les violettes, font partie intégrante de la culture occidentale et ont inspiré mythes, légendes, prénom et servent également de symbole.

### Les violettes dans la mythologie grecque
Dans la mythologie grecque, la nymphe Io fut aimée de Zeus. Mais les amours de celui-ci furent une fois de plus contrariées par son épouse jalouse Héra, qui se vengea en changeant sa rivale en blanche génisse. Ainsi métamorphosée, Io errait tristement lorsqu’elle vit sortir de terre des petites fleurs qui tournèrent leurs corolles vers elle. Elle reconnut en elles les pensées de ses amis venus la consoler. Un autre mythe jouant sur l'étymologie populaire du nom de la fleur raconte que des nymphes ioniennes avaient offert des violettes (appelées ion en grec) à Io qui avait guidé une colonie vers l'Attique. Un autre récit mythique fait de la violette une fleur funéraire de l'Antiquité car Perséphone en cueillait quand elle fut envoyée aux enfers.
Homère décrit la mer tumultueuse comme ἰοειδής / ioeidḗs, « semblable à la fleur ἴον / íon » ou ἰοειδέα πόντον / iodeidéa pónton, « couleur de violette ».

### Les violettes chez les Romains
Les Romains portaient des coiffures agrémentées de violettes, croyant qu'elles pouvaient prévenir les maux de tête liés à l’ébriété. Ils réalisaient avec ces fleurs une sorte de vin censé agir comme un remède homéopathique, et permettre d'apporter l'euphorie de l'ivresse sans avoir à en subir les désagréments. Les violettes étaient également considérées comme des fleurs de deuil, et en faisaient des couronnes de fleurs pour le jour des morts.
Pline l'Ancien (23-79) distingue cinq « espèces » de viola : le purpurea, le lutea, l’alba, le marina et le calathiana, mais « elles semblent se réduire à deux espèces, qui se trouvent décrites dans les auteurs grecs, savoir : le viola purpurea sauvage, et les viola cultivés viola alba et lutea... ».
- Le  viola  purpurea sauvage ou viola martia est l’ion de Dioscoride (~20 - ~40 apr. J.-C.), qu’il nomma aussi ionia, cybelion, dasypodion et priapeion,
- L’ion pophyrion ou ion melan est le melanion (viola nigra) de Théophraste  (~371 av. J.-C.). Les épithètes pophyrion et melan faisant allusion aux couleurs, respectivement rouge et rouge foncé (noir).

Le poète latin Virgile (70 - 19 av. J.-C.), compara la violette à la jacinthe, dans ces vers : 

« Qualem virgineo demessum pollice florem

Seu mollis Violae, seu languentis Hyacinthi.

Qu’importe la fleur coupée par le doigt d’une vierge

Qu'elle soit douce Violette, ou Jacinthe étiolée.

Virgile , Énéide, XI.69 »

« Et nigrae Violae sunt, et Vaccinia nigra

Brune est la Violette, et brun le Vacciet (Jacinthe).

Virgile, Bucolique 10, v39 ,. »

### Calendrier républicain
- Dans le calendrier républicain, la Violette était le nom attribué au 8e jour du mois de ventôse[16].

- Le calendrier républicain inclura également la Pensée qui était le nom attribué au 27e jour du mois de germinal[17], généralement chaque 17 avril du calendrier grégorien.

- Napoléon Bonaparte a été surnommé Père La Violette par ses soldats lors de son séjour à l'île d'Elbe, parce qu'il devait revenir avec les violettes, c'est-à-dire avec le printemps. Cette fleur fut ensuite le signe de ralliement des bonapartistes durant les Cent-Jours.

- L'image de la violette impériale réapparaît en France sous le Second Empire lorsque les Palmes académiques adoptent cette couleur en 1866. Violettes impériales est également le titre d'une opérette interprétée par Luis Mariano, d'abord sur la scène du théâtre Mogador puis à l'écran dans un film de Richard Pottier en 1952, et dont l'action se situe sous le Second Empire.

- Parallèlement, diverses villes utilisent la violette comme symbole.

- Il existe une Confrérie de la violette à Toulouse. Cette ville est aussi appelée la Cité des violettes, car la production de cette fleur y était très importante. La Violette est l'une des récompenses décernées par l'Académie des Jeux floraux de Toulouse.

- En Italie, la violette est l'emblème de la ville de Parme.

- Au Canada, la violette cucullée est l'emblème floral de la province du Nouveau-Brunswick.

- En France, elle est le symbole historique du PUC (Paris université club)

### Langage des fleurs

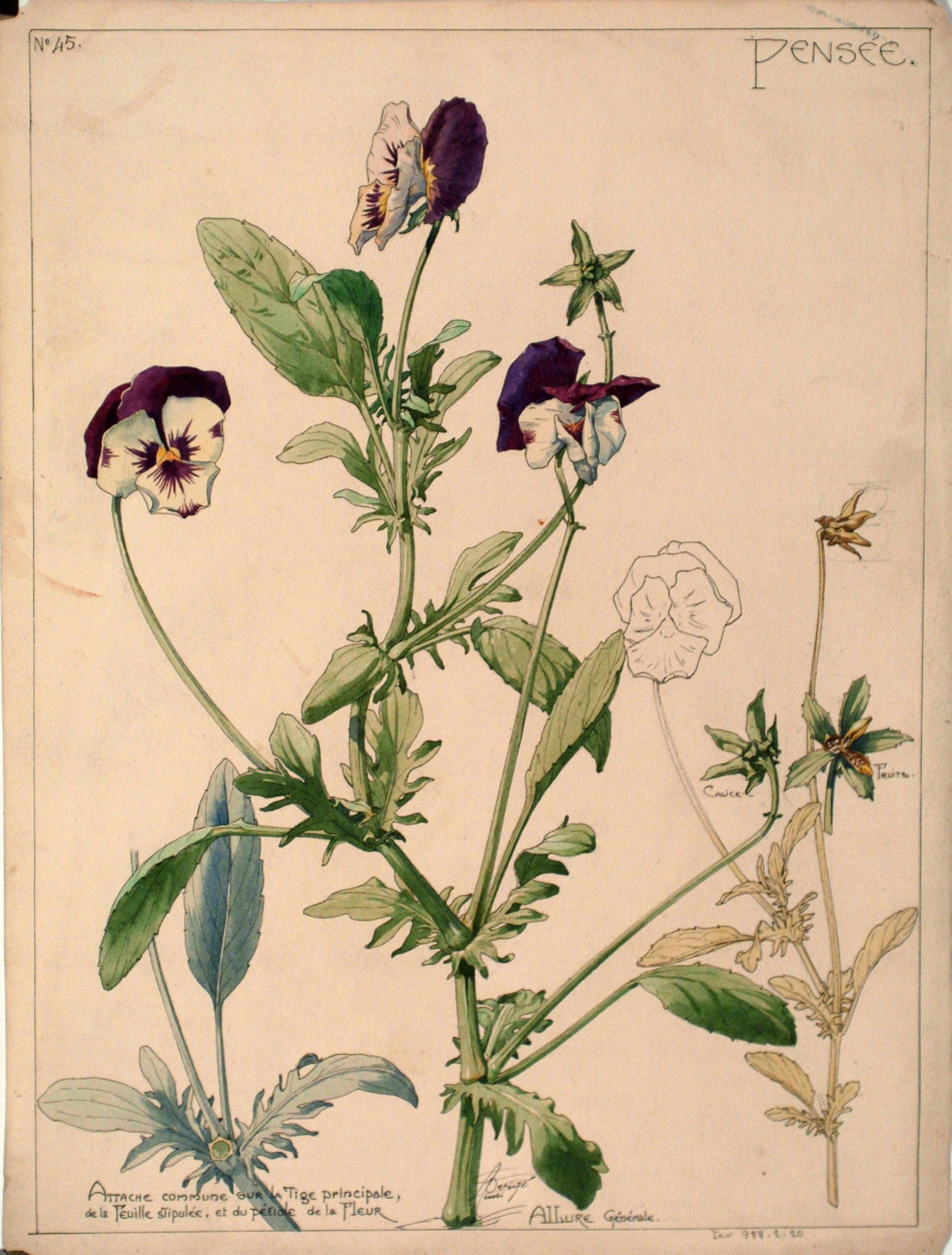
Illustration botanique d'une pensée par Henri Bergé

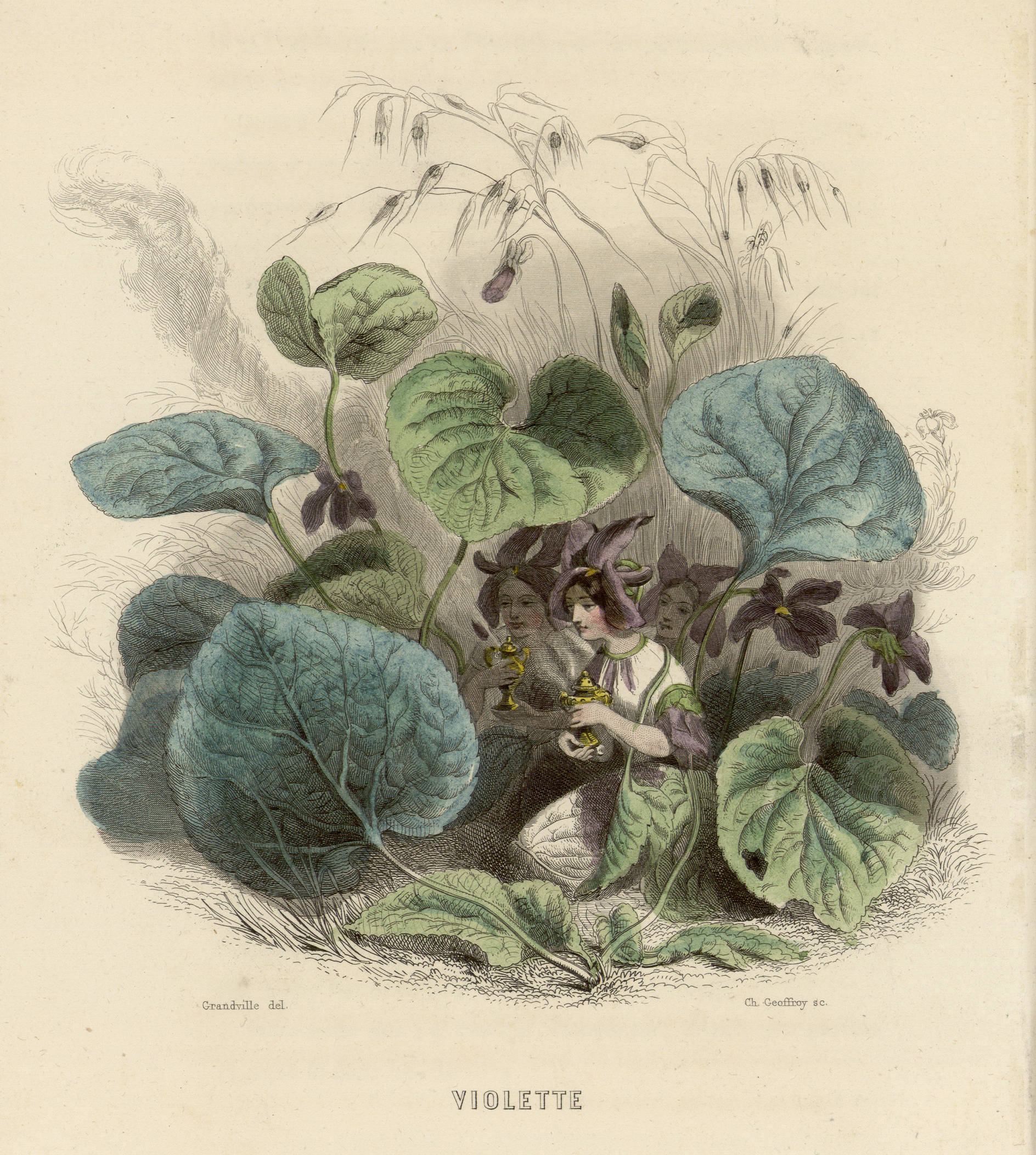
Violette, par Grandville, extrait des Fleurs animées. Première partie, Bibliothèque de Nancy

- Illustration botanique d'une pensée par Henri BergéViolette, par Grandville, extrait des Fleurs animées. Première partie, Bibliothèque de NancyDans le langage des fleurs, la violette représente l'innocence, la modestie et la pudeur, par allusion à la petite corolle qui semble hésiter à sortir de son écrin de feuilles [3]. Elle peut aussi être une incitation à sortir de son humilité et être plus hardi[12]. Bleue, elle témoigne de la fidélité ; blanche, elle évoque le bonheur champêtre[réf. souhaitée]. Toujours dans le langage des fleurs, la violette en bouquet, entouré de feuilles, symbolise l'amour secret[3].

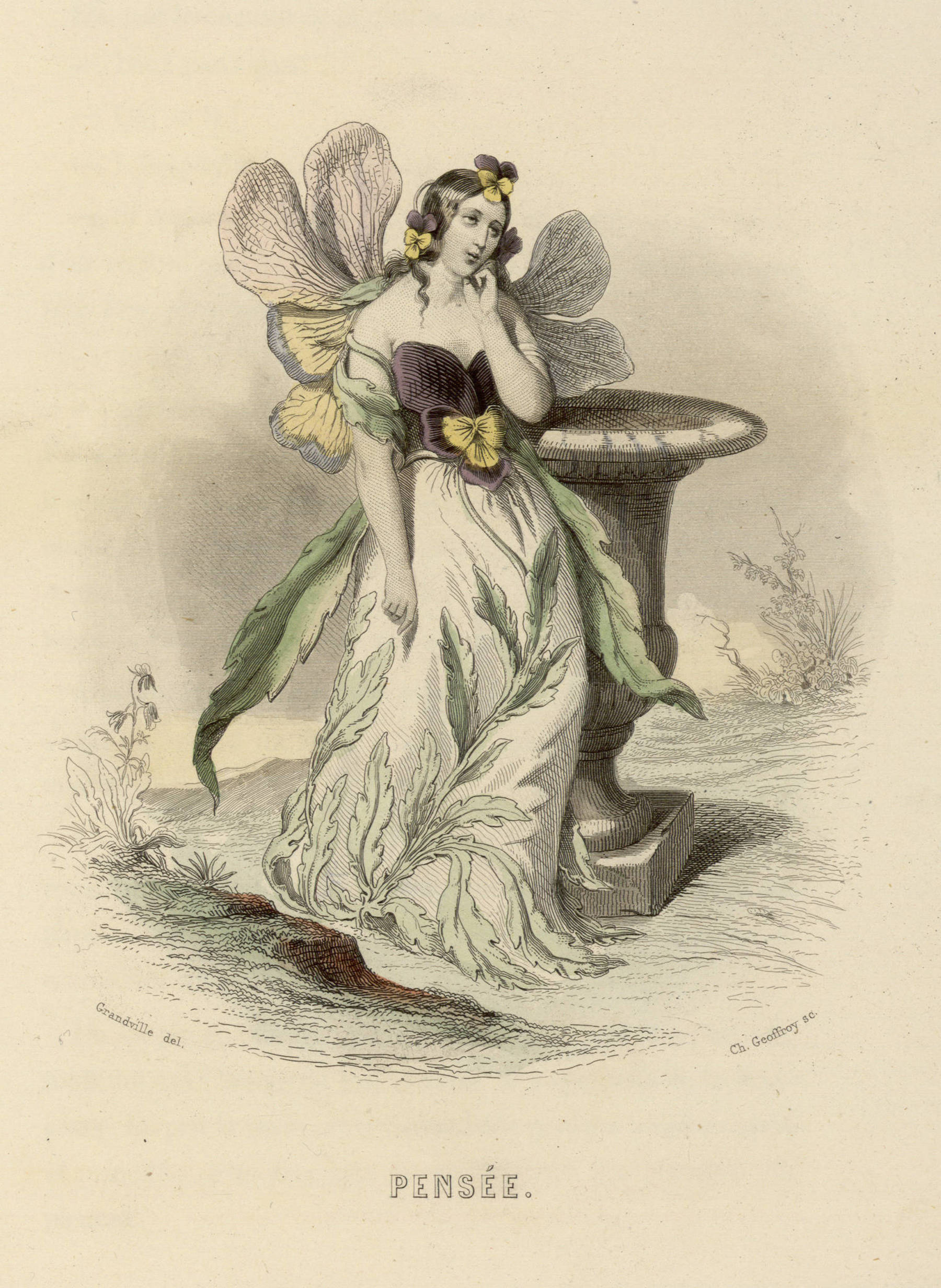
Personnification de la pensée par Grandville (extrait de Les Fleurs animées, tome 1, 1847, Bibliothèque de Nancy).

- Personnification de la pensée par Grandville (extrait de Les Fleurs animées, tome 1, 1847, Bibliothèque de Nancy).La pensée symbolise la pensée affectueuse[12].

## Liste des espèces

### Espèces européennes

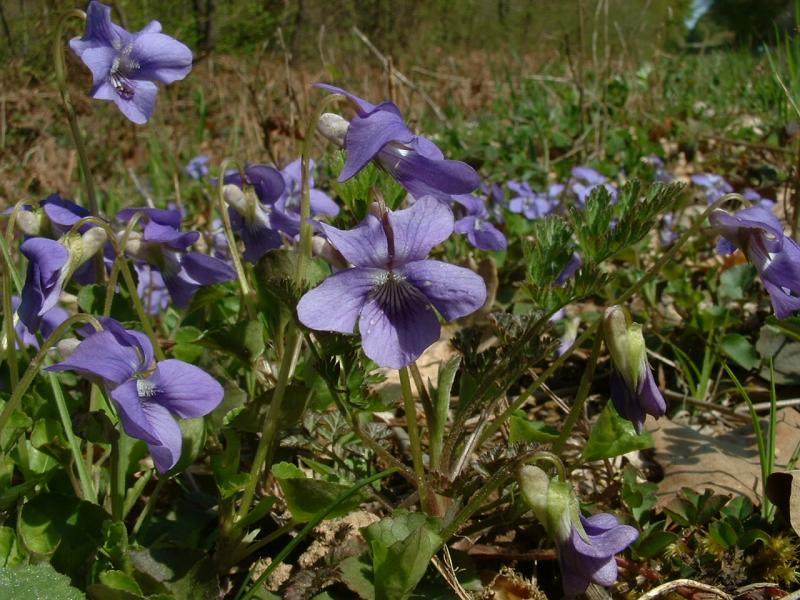
Violette (espèce incertaine).

Il y a 91 espèces européennes dont 19 en France, 22 en Suisse et 15 en Belgique[réf. nécessaire].
La plupart présente des fleurs de teinte rose à violet, mais pour certaines à dominante blanche ou jaune, auquel cas cette indication est portée ci-dessous; attention toutefois, la couleur est rarement un caractère intangible de l'espèce.
- Viola alba - Violette blanche
- Viola arborescens - Violette ligneuse
- Viola argenteria - Violette d'Argentera, pétales blancs et jaunes
- Viola arvensis - Pensée des champs, pétales jaune pâle, le supérieur parfois bleu violet
- Viola bertolonii - Violette de Bertolon
- Viola biflora - Pensée à deux fleurs, pétales jaunes
- Viola calaminaria - Pensée calaminaire, pétales jaunes
- Viola calcarata - Pensée des Alpes
- Viola cazorlensis - Violette de Cazorla, endémique de la Sierra de Cazorla
- Viola canina - Violette des chiens
- Viola cenisia - Pensée du Mont-Cenis ou Violette du Mont-Cenis
- Viola collina - Violette des collines
- Viola cornuta - Pensée à corne
- Viola corsica - Pensée de Corse
- Viola cryana - Violette de Cry
- Viola diversifolia - Pensée de Lapeyrouse
- Viola elatior - Violette élevée
- Viola hirta - Violette hérissée
- Viola hispida - Pensée de Rouen
- Viola jordanii - Violette de Jordan ou violette de Provence
- Viola lactea - Violette blanc de lait ou violette lactée
- Viola lutea - Pensée des Vosges, pétales jaunes
- Viola mirabilis - Violette admirable
- Viola nummulariifolia - Violette à feuilles de nummulaire : Cf Viola argenteria plus haut
- Viola oblica ou Viola cucullata , parfois de couleur blanche
- Viola odorata - Violette odorante, originaire du bassin méditerranéen
- Viola palustris - Violette des marais, pétales blanchâtres
- Viola parvula - Petite pensée
- Viola persicifolia - Violette à feuilles de pêcher, pétales blanchâtres
- Viola pinnata - Violette à feuilles pennées
- Viola pseudomirabilis - Violette du Larzac
- Viola pumila - Violette naine
- Viola pyrenaica - Violette des Pyrénées
- Viola reichenbachiana - Violette de Reichenbach ou violette des bois.
- Viola riviniana - Violette de Rivinus ou violette sauvage
- Viola rupestris - Violette des rochers, pétales blancs et jaunes
- Viola saxatilis - Pensée des rochers
- Viola suavis - Violette suave
- Viola thomasiana - Violette de Thomas, pétales blanchâtres
- Viola tricolor - Pensée sauvage ou violette tricolore
- Viola valderia - Pensée de Valdieri
- Viola willkommii

### Espèces américaines
- Viola adunca - Violette à éperon crochu
- Viola blanda var. blanda - Violette agréable
- Viola blanda var. palustriform - Violette méconnue
- Viola canadensis - Violette du Canada
- Viola cucullata - Violette cucullée
- Viola labradorica - Violette du Labrador
- Viola lanceolata - Violette lancéolée
- Viola macloskeyi - Violette pâle
- Viola nephrophylla var. nephrophylla - Violette néphrophylle
- Viola palustris - Violette des marais
- Viola pubescens var. pubescens - Violette pubescente
- Viola pubescens var. scabriuscula - Violette scabre
- Viola renifolia - Violette réniforme
- Viola rostrata - Violette rostrée
- Viola rotundifolia - Violette à feuilles rondes
- Viola sagittata var. ovata - Violette à feuilles ovées
- Viola sagittata var. sagittata - Violette sagittée
- Viola selkirkii - Violette de Selkirk
- Viola sororia subsp. affinis - Violette affine
- Viola sororia subsp. sororia - Violette parente
- Viola × conjugens
- Viola × maltena - Violette de Malte
- Viola × sublanceolata - Violette sublancéolée
- Viola wikipedia

### Espèces africaines
- Viola abyssinica

### Liste complète
Selon ITIS :
- Viola lobata var. lobata Benth.
- Viola nephrophylla var. nephrophylla Greene
- Viola palmata var. palmata L.
- Viola renifolia var. renifolia Gray
- Viola septentrionalis var. septentrionalis Greene
- Viola umbraticola var. umbraticola Kunth
- sous-espèce Viola biflora ssp. biflora L.
- sous-espèce Viola biflora ssp. carlottae Calder et Taylor
- sous-espèce Viola canina ssp. canina L.
- sous-espèce Viola canina ssp. montana (L.) Hartman
- Viola abyssinica Steud. Ex Oliv.
- Viola adunca Sm.  - violette à éperon crochu
- Viola affinis Le Conte -  violette affine
- Viola agellae Pollard
- Viola appalachiensis Henry
- Viola arvensis Murr.
- Viola aurea Kellogg
- Viola bakeri Greene
- Viola beckwithii Torr. et Gray
- Viola ×bernardii Greene (pro sp.)
- Viola bicolor Pursh
- Viola biflora L.
- Viola ×bissellii House
- Viola blanda Willd.
- Viola ×brauniae Grover ex Cooperrider
- Viola brittoniana Pollard
- Viola californica M.S. Baker
- Viola canadensis L.
- Viola canina L.
- Viola chamissoniana Gingins
- Viola charlestonensis M.S. Baker et J.C. Clausen ex Clokey
- Viola charlestownensis M. S. Baker & J. Clausen
- Viola clauseniana Baker
- Viola ×conjugens Greene (pro sp.)
- Viola ×consobrina House
- Viola ×consocia House
- Viola conspersa Reichenb.
- Viola ×cooperrideri H.E. Ballard
- Viola ×cordifolia (Nutt.) Schwein. (pro sp.)
- Viola cucullata Ait. - violette cucullée (symbole floral de la province canadienne du Nouveau-Brunswick)
- Viola cuneata S. Wats.
- Viola ×davisii House
- Viola dissena House
- Viola douglasii Steud.
- Viola ×eamesii House
- Viola ×eclipes H.E. Ballard
- Viola egglestonii Brainerd
- Viola epipsila Ledeb.
- Viola ×filicetorum Greene (pro sp.)
- Viola flettii Piper
- Viola frank-smithii N. Holmgren
- Viola glabella Nutt.
- Viola greenmani House
- Viola guadalupensis A. Powell et B. Wauer
- Viola hallii Gray
- Viola hastata Michx.
- Viola helena C. N. Forbes & Lydgate
- Viola helenae Forbes et Lydgate
- Viola hirsutula Brainerd
- Viola ×hollickii House
- Viola howellii Gray
- Viola ×insolita House
- Viola kauaensis Gray
- Viola labradorica Schrank
- Viola lanaiensis Becker
- Viola lanceolata L.
- Viola langsdorffii Fisch. Ex Ging.
- Viola langsdorfii Fisch. ex Gingins
- Viola lithion N. et P. Holmgren
- Viola lobata Benth.
- Viola lovelliana Brainerd
- Viola ×luciae Skottsberg
- Viola macloskeyi Lloyd
- Viola ×malteana House
- Viola maviensis Mann
- Viola mirabilis L.
- Viola ×mistura House (pro sp.)
- Viola ×modesta House
- Viola ×mollicula House
- Viola mulfordae Pollard
- Viola ×mulfordiae Pollard (pro sp.)
- Viola nephrophylla Greene
- Viola ×notabilis Bickn. (pro sp.)
- Viola novae-angliae House
- Viola nuttallii Pursh
- Viola oahuensis Forbes
- Viola ocellata Torr. et Gray
- Viola odorata L.
- Viola orbiculata Geyer ex Holz.
- Viola palmata L.
- Viola palustris L.
- Viola patrinii DC.
- Viola pedata L.
- Viola pedatifida G. Don
- Viola pedunculata Torr. et Gray
- Viola pinetorum Greene
- Viola ×populifolia Greene (pro sp.)
- Viola porterana Pollard
- Viola praemorsa Dougl. ex Lindl.
- Viola ×primulifolia L. (pro sp.)
- Viola psychodes Greene
- Viola pubescens Ait.
- Viola purpurea Kellogg
- Viola ×ravida House
- Viola ×redacta House
- Viola renifolia Gray
- Viola rostrata Pursh
- Viola rotundifolia Michx.
- Viola ×ryoniae House
- Viola sagittata Ait.
- Viola selkirki Pursh ex Goldie
- Viola selkirkii Pursh ex Goldie
- Viola sempervirens Greene
- Viola septemloba Le Conte
- Viola sheltonii Torr.
- Viola shletonii Torrey
- Viola ×slavinii House
- Viola sororia Willd.
- Viola stipularis Sw.
- Viola striata Ait.
- Viola sublanceolata House (pro hybr.)
- Viola tomentosa M.S. Baker et J.C. Clausen
- Viola tricolor L.
- Viola trinervata (T.J. Howell) T.J. Howell ex Gray
- Viola tripartita Ell.
- Viola umbraticola Kunth
- Viola utahensis M.S. Baker et J.C. Clausen ex Baker
- Viola vallicola A. Nels.
- Viola viarum Pollard
- Viola villosa Walt.
- Viola wailenalenae (Rock) Skottsberg
- Viola walteri House
- Viola wikipedia Watson & Flores
- Viola ×wittrockiana Gams.
- Viola ×wujekii H.E. Ballard